# Utsikten, Trollhättan

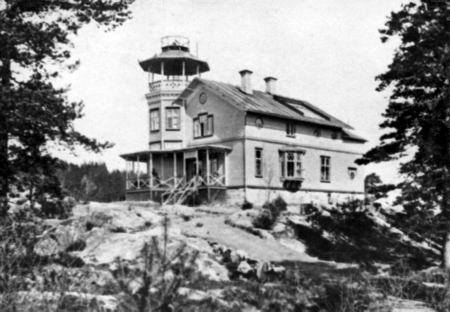
Villa Utsikten, omkring 1880.

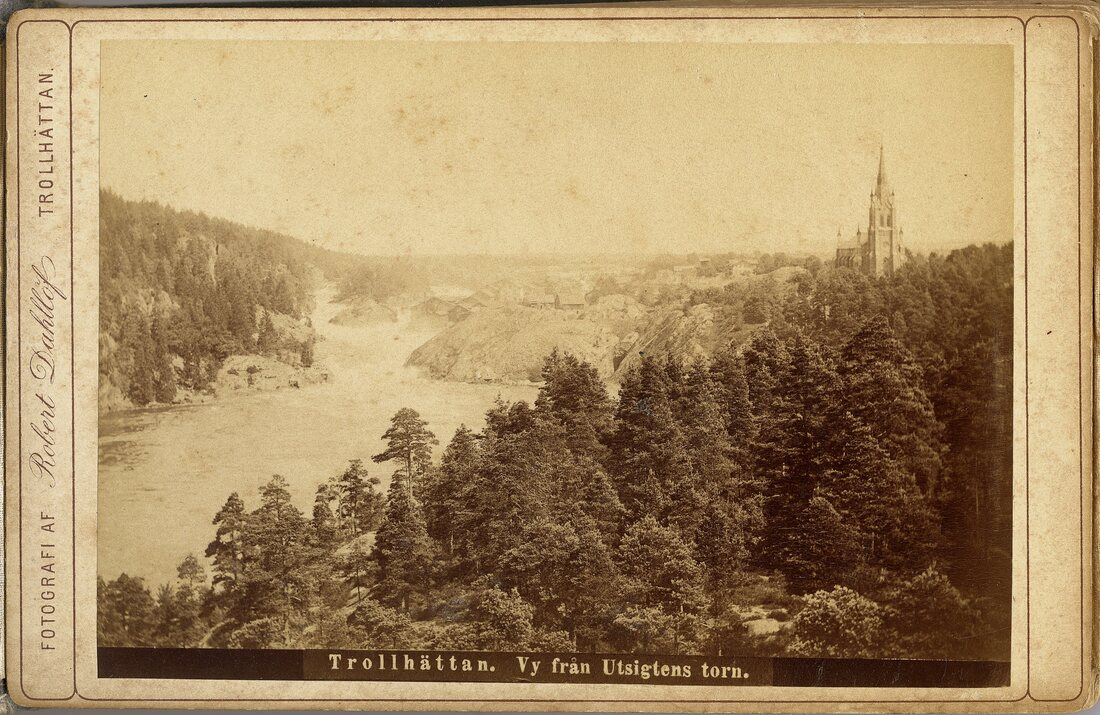
Trollhättefallen sedda från Utsiktens utsiktstorn. Till höger i bilden syns Trollhättans kyrka. Foto: Roger Dahllöf.

Utsikten var en byggnad, som stod på berget på östra sidan om Göta älv en bit söder om Trollhättefallen. Huset byggdes 1875-1876 av fotografen Roger Dahllöf som ateljé och bostad. Byggnaden hade ett utsiktstorn, som var tillgängligt för besökare mot avgift. Åren 1890-1891 om- och tillbyggdes villan för att bli turisthotell under namnet Utsikten. Det hade ett eget pumpverk för vatten från Helvetesfallet. 
Inför anläggandet av Olidans kraftverk inköptes Utsikten omkring 1908 av Kungliga Vattenfallsstyrelsen, som använde byggnaden som kontor och för personalbostäder. 
Byggnaden användes åter som hotell 1913-1916, innan Trollhättans stadshotell blev klart, varefter trähusdelen revs 1917. Trollhätte kraftverk tog över byggnaden 1927 för att inrymma personalbostäder. År 1991 revs byggnaden och ersattes av Energihuset Insikten, med bland annat en utställningslokal. 